# ميثيونال
الميثيونال مركب عضوي له الصيغة  CH3SCH2CH2CHO، سائل عديم اللون وهو منتج تحلل الميثيونين. وهي نكهة ملحوظة في الوجبات الخفيفة التي تعتمد على البطاطس، وتحديداً رقائق البطاطس، وهي من أشهر الأطعمة التي تحتوي على الميثيونال. يمكن أيضًا العثور على آثار المركب في منتجات الشاي الأسود والشاي الأخضر. ويحتوي على مجموعتي الألدهيد والثيوإيثر الوظيفيتين. وهو قابل للذوبان بسهولة في المذيبات الكحولية، وفي البروبيلين غليكول والديبروبيلين غليكول.